# Albert Pyun
Albert Pyun (n. 19 mai 1953, Hawaii, SUA – d. 26 noiembrie 2022, Las Vegas, Nevada, SUA) a fost un regizor de film american, cel mai cunoscut pentru producerea unor filme B cu buget redus sau a unor filme de acțiune direct-pe-video. De obicei a folosit teme postapocaliptice sau distopice cu scene de acțiune cu arte marțiale. Este cel mai cunoscut pentru regizarea unor filme ca The Sword and the Sorcerer, Cyborg sau Nemesis.

## Filmografie

### Ca regizor
- The Sword and the Sorcerer (1982)
- Vise radioactive (1985)
- Dangerously Close (1986)
- Vicious Lips (1986)
- Down Twisted (1987)
- Aventuriera din Los Angeles (1988)
- Călătorie spre centrul Pământului (1989)
- Cyborg (1989)
- Jocul (1989)
- Căpitanul America (1990)
- Sânge pentru sânge (1991)
- Kickboxer 2: Înfruntarea (1991)
- Dollman (1991)
- Nemesis (1992)
- Arcade (1993)
- Războiul roboților (1993)
- Floarea de Lotus (1993)
- Kickboxer 4 - Meciul vieții (1994)
- Conspirație la Hong Kong (1994)
- Ringul cruzimii (1995)
- Nemesis 2: Nebula (1995)
- Spitfire (1995)
- Carantină în Boston (1996)
- Operațiunea Omega (1996)
- Nemesis 3: Prey Harder (1996)
- Nemesis 4: Death Angel (1996)
- Raven Hawk (1996)
- Blast (1997)
- Arsenalul morții (1997)
- Crazy Six (1998)
- Crime in lanț (1998)
- Corrupt (1999)
- Urban Menace (1999)
- The Wrecking Crew (2000)
- Ultima secundă (2001)
- Bad Bizness (2003)
- Pe urmele dragonului de jad (2004)
- Infection (Invasion, 2005)
- Cool Air (2006)
- Left for Dead (2007)
- Road to Hell (2008)
- Bulletface (2010)
- Abelar: Povestea unui imperiu străvechi (2010)
- The Interrogation of Cheryl Cooper (2014)
- Interstellar Civil War: Shadows of the Empire (2017)
- Death Heads: Brain Drain (2018)